# Corona di Redòrta
Corona di Redòrta är en bergstopp i Schweiz.   Den ligger i distriktet Vallemaggia och kantonen Ticino, i den sydöstra delen av landet, 120 km sydost om huvudstaden Bern. Toppen på Corona di Redòrta är 2 804 meter över havet, eller 529 meter över den omgivande terrängen. Bredden vid basen är 3,0 km.
Terrängen runt Corona di Redòrta är huvudsakligen bergig. Närmaste större samhälle är Biasca, 18,3 km öster om Corona di Redòrta. 
Trakten runt Corona di Redòrta består i huvudsak av gräsmarker. Runt Corona di Redòrta är det mycket glesbefolkat, med 2 invånare per kvadratkilometer.